# محمدعارف ظریف
محمدعارف ظریف متولد ۱۳۲۲ از قلعه حسن خان علیای ولسوالی بگرامی ولایت کابل افغانستان بود. وی دارای مدرک تحصیلی نظامی از دانشکده نظامی بود.

## دیگر فعالیت‌ها
- افسر در وزارت دفاع.[۱]
- فعالیت در بخش زراعتی، صنعتی و تجاری.[۱]

## ترور
محمدعارف ظریف هنگامی که همراه با هیئت اقتصادی پارلمان افغانستان به ریاست سید مصطفی کاظمی برای افتتاح شرکت بازسازی شدهٔ منطقه بغلان صنعتی به آن منطقه رفته بود، در یک حمله انتحاری کشته شد.